# Marcerin
Marcerin est une ancienne commune française du département des Pyrénées-Atlantiques. Le 18 avril 1851, la commune fusionne avec Argagnon pour former la nouvelle commune d'Argagnon-Marcerin.
De nos jours, Marcerin fait partie de la commune d'Argagnon.

## Géographie
Marcerin est situé entre Orthez et Arthez-de-Béarn, dans l'ancienne province française du Béarn, sur la rive droite du gave de Pau.

## Toponymie
Marcerin est cité sous les formes 
Marcerii (1345, notaires de Pardies), 
Marsserü (1385, censier de Béarn) et 
Marcery (1793 ou an II).

## Histoire
En 1385, Marcerin dépendait du bailliage de Pau et comptait douze feux.
D’après Hubert Dutech, les habitants de Marcerin étaient appelés perautucs, ce qui signifie ’benêts’. Il cite également le dicton A Marcerin, n'i a glèisa ni mouli, mes que i a ua houratèra, oun lou diable apèra, ce qui signifie « À Marcerin, il n'y a ni église, ni moulin, mais il y a une petite grotte d'où le diable appelle ».

## Démographie
| 1793 | 1800 | 1806 | 1821 | 1831 | 1836 |
| ---- | ---- | ---- | ---- | ---- | ---- |
| 146  | 152  | -    | 149  | 152  | 155  |

## Pour approfondir